# Odprto prvenstvo Francije 1979
Odprto prvenstvo Francije 1979 je teniški turnir za Grand Slam, ki je med 28. majem in 11. junijem 1979 potekal v Parizu.

## Moški posamično
Björn Borg :  Victor Pecci, 6-3, 6-1, 6-7, 6-4

## Ženske posamično
Chris Evert :  Wendy Turnbull, 6–2, 6–0

## Moške dvojice
Gene Mayer /  Sandy Mayer :  Ross Case /  Phil Dent, 6–4, 6–4, 6–4

## Ženske dvojice
Betty Stöve /  Wendy Turnbull :  Françoise Dürr /  Virginia Wade, 3–6, 7–5, 6–4

## Mešane dvojice
Wendy Turnbull /  Bob Hewitt :  Virginia Ruzici /  Ion Ţiriac, 6–3, 2–6, 6–3